# Agenturer (Storbritannien)
I Storbritannien er et regeringsagenturer en del af et departement, men behandles ledelsesmæssigt og økonomisk uafhængigt deraf. Agenturerne er dog en del af centraladministrationen og nyder derfor ikke samme faktisk uafhængighed, som ikke-ministerielle departementer og ikke-departementale offentlige enheder (eller ”Quango’er”), der er undtaget for ministeriel kontrol.
| Politik | Spire Denne artikel om politik og ideologi er en spire som bør udbygges. Du er velkommen til at hjælpe Wikipedia ved at udvide den. |